# Odell (Bedfordshire)
Odell – wieś w Anglii, w hrabstwie ceremonialnym Bedfordshire, w dystrykcie (unitary authority) Bedford. Leży 13 km na północny zachód od centrum miasta Bedford i 84 km na północ od centrum Londynu. Miejscowość liczy 260 mieszkańców.